# Такемишан
Такемишан (Текйемишан) (азерб. Təkyemşən) — село в административно-территориальной единице Дуз Расуллу Гедабекского района Азербайджана.
Деревня была построена в начале XVIII века. По словам местного населения, село было построено Мешади Наби, сыном Боюк Расула, заложившего основу села Дуз Расуллу. В 1921 — 1922 годах сюда перебрались семьи из села Эмир этого района, и село также называлось Эмирри.
В 1993 году Текйемишан был присвоен статус села в составе административно-территориальной единицы Дуз Расуллу.
Село находится в предгорьях. Село было названо так потому, что было построено возле одинокого дерева боярышника. Это дерево до сих пор стоит возле села.

## Население
По переписи 2009 года в селе проживает 189 человек.

## Эконом
- Основное занятие населения — земледелие и животноводство.